# Mauri Vansevenant
Mauri Vansevenant (ur. 1 czerwca 1999 w Ostendzie) – belgijski kolarz szosowy.
Jego ojciec, Wim Vansevenant, również był kolarzem.

## Osiągnięcia
Opracowano na podstawie:

2018
- 1. miejsce w klasyfikacji młodzieżowej Giro Ciclistico della Valle d’Aosta Mont Blanc

2019
- 1. miejsce w Giro Ciclistico della Valle d’Aosta Mont Blanc
  - 1. miejsce w klasyfikacji młodzieżowej

2020
- 1. miejsce na etapie 1b Settimana Internazionale di Coppi e Bartali (jazda drużynowa na czas)

2021
- 3. miejsce w Trofeo Laigueglia
- 1. miejsce w GP Industria & Artigianato di Larciano

2022
- 2. miejsce w Classic de l’Ardèche
- 2. miejsce w Okolo Slovenska

2023
- 2. miejsce w Tour of Oman
  - 1. miejsce na 5. etapie

## Rankingi
| Rok             | 2018  | 2019 | 2020  | 2021 | 2022 | 2023 | 2024 |
| --------------- | ----- | ---- | ----- | ---- | ---- | ---- | ---- |
| World Ranking   | 2138. | 590. | 2021. | 119. | 116. | 344. | 84.  |
| UCI Europe Tour | 1427. | 446. | 1465. | 102. | 98.  | -    | 67.  |
|                 |       |      |       |      |      |      |      |
| Źródło: UCI     |       |      |       |      |      |      |      |